# Primera divisió espanyola de futbol 2018-2019
La temporada 2018–2019 de la lliga espanyola de futbol, també coneguda com a La Liga Santander per raons de patrocini, fou la 88a edició des del seu establiment. La temporada va començar el 17 d'agost del 2018 i acabà el 26 de maig del 2019. El calendari de la competició es va anunciar el 24 de juliol del 2018. Aquesta temporada va ser la primera en què s'utilitzà el VAR. També és el primer cop en què es va fer servir un calendari asimètric.
El FC Barcelona era el vigent campió. Huesca, Rayo Vallecano i Reial Valladolid eren els clubs ascendits de 2a, amb el Huesca com a debutant a 1a, que reemplaçaven Màlaga, UD Las Palmas i Deportivo La Coruña, descendits l'any anterior.

## Clubs participants

### Equips per comunitat autònoma
| Núm. | Comunitat autònoma   | Equips                                                        |
| ---- | -------------------- | ------------------------------------------------------------- |
| 5    | Comunitat de Madrid  | At. Madrid, CD Leganés, Getafe CF, Rayo Vallecano i R. Madrid |
| 4    | País Basc            | Deportivo Alavés, Athletic Club, SD Eibar i R. Societat       |
| 3    | Catalunya            | FC Barcelona, RCD Espanyol i Girona FC                        |
| 3    | Comunitat Valenciana | València CF, Llevant i Vila-real CF                           |
| 2    | Andalusia            | Betis i Sevilla FC                                            |
| 1    | Galícia              | Celta de Vigo                                                 |
| 1    | Castella i Lleó      | Reial Valladolid                                              |
| 1    | Aragó                | SD Huesca                                                     |

### Estadis i seus
| Equip            | Ubicació   | Estadi                 | Capacitat |
| ---------------- | ---------- | ---------------------- | --------- |
| Alabès           | Vitòria    | Mendizorrotza          | 19.840    |
| Athletic Club    | Bilbo      | San Mamés              | 53.000    |
| At. Madrid       | Madrid     | Estadi Metropolità     | 68.000    |
| FC Barcelona     | Barcelona  | Camp Nou               | 99.354    |
| Celta            | Vigo       | Balaídos               | 29.000    |
| SD Eibar         | Eibar      | Ipurua                 | 7.083     |
| RCD Espanyol     | Barcelona  | RCDE Stadium           | 40.000    |
| Getafe CF        | Getafe     | Coliseum Alfonso Pérez | 17.000    |
| Girona FC        | Girona     | Montilivi              | 13.450    |
| SD Huesca        | Osca       | El Alcoraz             | 5.500     |
| CD Leganés       | Leganés    | Butarque               | 11.454    |
| Llevant UE       | València   | Ciutat de València     | 26.354    |
| Rayo Vallecano   | Madrid     | Vallecas               | 14.708    |
| Reial Betis      | Sevilla    | Benito Villamarín      | 60.721    |
| R. Madrid        | Madrid     | Santiago Bernabéu      | 81.044    |
| Reial Societat   | Donostia   | Anoeta                 | 32.000    |
| Sevilla FC       | Sevilla    | Ramón Sánchez Pizjuán  | 42.714    |
| València CF      | València   | Mestalla               | 49.500    |
| Reial Valladolid | Valladolid | José Zorrilla          | 26.512    |
| Vila-real CF     | Vila-real  | Estadi de la Ceràmica  | 23.500    |

### Personal i patrocini
| Equip          | Entrenador           | Capità             | Fabricant de l'equipació |
| -------------- | -------------------- | ------------------ | ------------------------ |
| Alabès         | Abelardo Fernández   | Manu García        | Kelme                    |
| Athletic Club  | Gaizka Garitano      | Markel Susaeta     | New Balance              |
| At. Madrid     | Diego Simeone        | Diego Godín        | Nike                     |
| FC Barcelona   | Ernesto Valverde     | Lionel Messi       | Nike                     |
| Celta de Vigo  | Fran Escribá         | Hugo Mallo         | Adidas                   |
| Eibar          | José Luis Mendilibar | Asier Riesgo       | Puma                     |
| Espanyol       | Rubi                 | Javi López         | Kelme                    |
| Getafe         | José Bordalás        | Jorge Molina       | Joma                     |
| Girona         | Eusebio Sacristán    | Àlex Granell       | Umbro                    |
| SD Huesca      | Francisco            | Juanjo Camacho     | Kelme                    |
| Leganés        | Mauricio Pellegrino  | Jon Ander Serantes | Joma                     |
| Llevant        | Paco López           | Pedro López        | Macron                   |
| Rayo Vallecano | Míchel               | Adri Embarba       | Kelme                    |
| Real Betis     | Quique Setién        | Joaquín            | Kappa                    |
| Real Madrid    | Zinédine Zidane      | Sergio Ramos       | Adidas                   |
| Real Sociedad  | Imanol Alguacil      | Imanol Agirretxe   | Macron                   |
| Sevilla        | Joaquín Caparrós     | Nicolás Pareja     | Nike                     |
| València       | Marcelino            | Daniel Parejo      | Adidas                   |
| Valladolid     | Sergio González      | Javi Moyano        | Hummel                   |
| Vila-real      | Javier Calleja       | Bruno              | Joma                     |

#### Canvis d'entrenador durant la temporada
| Equip          | Entrenador sortint | Motiu     | Data de sortida  | Classificació | Entrenador substitut | Data d'entrada   |
| -------------- | ------------------ | --------- | ---------------- | ------------- | -------------------- | ---------------- |
| SD Huesca      | Leo Franco         | Destituït | 9 octubre 2018   | 20è           | Francisco            | 10 octubre 2018  |
| R. Madrid      | Julen Lopetegui    | Destituït | 29 octubre 2018  | 9è            | Santiago Solari      | 29 octubre 2018  |
| Celta de Vigo  | Antonio Mohamed    | Destituït | 12 novembre 2018 | 14è           | Miguel Cardoso       | 12 novembre 2018 |
| Athletic Club  | Eduardo Berizzo    | Destituït | 4 desembre 2018  | 18è           | Gaizka Garitano      | 4 desembre 2018  |
| Vila-real CF   | Javier Calleja     | Destituït | 10 desembre 2018 | 17è           | Luis García Plaza    | 10 desembre 2018 |
| R. Societat    | Asier Garitano     | Destituït | 26 desembre 2018 | 15è           | Imanol Alguacil      | 26 desembre 2018 |
| Vila-real CF   | Luis García Plaza  | Destituït | 29 gener 2019    | 19è           | Javier Calleja       | 29 gener 2019    |
| Celta de Vigo  | Miguel Cardoso     | Destituït | 3 març 2019      | 17è           | Fran Escribá         | 3 març 2019      |
| R. Madrid      | Santiago Solari    | Destituït | 11 març 2019     | 3r            | Zinédine Zidane      | 11 març 2019     |
| Sevilla FC     | Pablo Machín       | Destituït | 15 març 2019     | 6è            | Joaquín Caparrós     | 15 març 2019     |
| Rayo Vallecano | Míchel             | Destituït | 18 març 2019     | 19è           | Paco Jémez           | 20 març 2019     |

## Classificació i resultats

### Taula classificatòria
| Pos | Equip              | PJ | PG | PE | PP | GF | GC | DG  | Pts | Classificació o descens                                    |
| --- | ------------------ | -- | -- | -- | -- | -- | -- | --- | --- | ---------------------------------------------------------- |
| 1   | FC Barcelona (C)   | 38 | 26 | 9  | 3  | 90 | 36 | +54 | 87  | Classificació per la Fase de Grups de la Lliga de Campions |
| 2   | At. Madrid         | 38 | 22 | 10 | 6  | 55 | 29 | +26 | 76  | Classificació per la Fase de Grups de la Lliga de Campions |
| 3   | R. Madrid          | 38 | 21 | 5  | 12 | 63 | 46 | +17 | 68  | Classificació per la Fase de Grups de la Lliga de Campions |
| 4   | València CF        | 38 | 15 | 16 | 7  | 51 | 35 | +16 | 61  | Classificació per la Fase de Grups de la Lliga de Campions |
| 5   | Getafe CF          | 38 | 15 | 14 | 9  | 48 | 35 | +13 | 59  | Classificació per la Fase de Grups de la Lliga Europa      |
| 6   | Sevilla FC         | 38 | 17 | 8  | 13 | 62 | 47 | +15 | 59  | Classificació per la Fase de Grups de la Lliga Europa      |
| 7   | RCD Espanyol       | 38 | 14 | 11 | 13 | 48 | 50 | −2  | 53  | Classificació per la Segona Ronda de la Lliga Europa       |
| 8   | Athletic Club      | 38 | 13 | 14 | 11 | 41 | 45 | −4  | 53  |                                                            |
| 9   | Reial Societat     | 38 | 13 | 11 | 14 | 45 | 46 | −1  | 50  |                                                            |
| 10  | Reial Betis        | 38 | 14 | 8  | 16 | 44 | 52 | −8  | 50  |                                                            |
| 11  | Alabès             | 38 | 13 | 11 | 14 | 39 | 50 | −11 | 50  |                                                            |
| 12  | SD Eibar           | 38 | 11 | 14 | 13 | 46 | 50 | −4  | 47  |                                                            |
| 13  | CD Leganés         | 38 | 11 | 12 | 15 | 37 | 43 | −6  | 45  |                                                            |
| 14  | Vila-real CF       | 38 | 10 | 14 | 14 | 49 | 52 | −3  | 44  |                                                            |
| 15  | Llevant            | 38 | 11 | 11 | 16 | 59 | 66 | −7  | 44  |                                                            |
| 16  | Reial Valladolid   | 38 | 10 | 11 | 17 | 32 | 51 | −19 | 41  |                                                            |
| 17  | Celta de Vigo      | 38 | 10 | 11 | 17 | 53 | 62 | −9  | 41  |                                                            |
| 18  | Girona FC (R)      | 38 | 9  | 10 | 19 | 37 | 53 | −16 | 37  | Descens a la Segona Divisió                                |
| 19  | SD Huesca (R)      | 38 | 7  | 12 | 19 | 43 | 65 | −22 | 33  | Descens a la Segona Divisió                                |
| 20  | Rayo Vallecano (R) | 38 | 8  | 8  | 22 | 41 | 70 | −29 | 32  | Descens a la Segona Divisió                                |

### Resultats
| Casa \ Fora      | ALA | ATH | ATM | BAR | CEL | EIB | ESP | GET | GIR | HUE | LEG | LEV | RAY | BET | RMA | RSO | SEV | VAL | VLD | VIL |
| ---------------- | --- | --- | --- | --- | --- | --- | --- | --- | --- | --- | --- | --- | --- | --- | --- | --- | --- | --- | --- | --- |
| Alabès           | —   | 0–0 | 0–4 | 0–2 | 0–0 | 1–1 | 2–1 | 1–1 | 2–1 | 2–1 | 1–1 | 2–0 | 0–1 | 0–0 | 1–0 | 0–1 | 1–1 | 2–1 | 2–2 | 2–1 |
| Athletic Club    | 1–1 | —   | 2–0 | 0–0 | 3–1 | 1–0 | 1–1 | 1–1 | 1–0 | 2–2 | 2–1 | 3–2 | 3–2 | 1–0 | 1–1 | 1–3 | 2–0 | 0–0 | 1–1 | 0–3 |
| At. Madrid       | 3–0 | 3–2 | —   | 1–1 | 2–0 | 1–1 | 1–0 | 2–0 | 2–0 | 3–0 | 1–0 | 1–0 | 1–0 | 1–0 | 1–3 | 2–0 | 1–1 | 3–2 | 1–0 | 2–0 |
| FC Barcelona     | 3–0 | 1–1 | 2–0 | —   | 2–0 | 3–0 | 2–0 | 2–0 | 2–2 | 8–2 | 3–1 | 1–0 | 3–1 | 3–4 | 5–1 | 2–1 | 4–2 | 2–2 | 1–0 | 2–0 |
| Celta de Vigo    | 0–1 | 1–2 | 2–0 | 2–0 | —   | 4–0 | 1–1 | 1–1 | 2–1 | 2–0 | 0–0 | 1–4 | 2–2 | 0–1 | 2–4 | 3–1 | 1–0 | 1–2 | 3–3 | 3–2 |
| SD Eibar         | 2–1 | 1–1 | 0–1 | 2–2 | 1–0 | —   | 3–0 | 2–2 | 3–0 | 1–2 | 1–0 | 4–4 | 2–1 | 1–0 | 3–0 | 2–1 | 1–3 | 1–1 | 1–2 | 0–0 |
| RCD Espanyol     | 2–1 | 1–0 | 3–0 | 0–4 | 1–1 | 1–0 | —   | 1–1 | 1–3 | 1–1 | 1–0 | 1–0 | 2–1 | 1–3 | 2–4 | 2–0 | 0–1 | 2–0 | 3–1 | 3–1 |
| Getafe CF        | 4–0 | 1–0 | 0–2 | 1–2 | 3–1 | 2–0 | 3–0 | —   | 2–0 | 2–1 | 0–2 | 0–1 | 2–1 | 2–0 | 0–0 | 1–0 | 3–0 | 0–1 | 0–0 | 2–2 |
| Girona FC        | 1–1 | 1–2 | 1–1 | 0–2 | 3–2 | 2–3 | 1–2 | 1–1 | —   | 0–2 | 0–0 | 1–2 | 2–1 | 0–1 | 1–4 | 0–0 | 1–0 | 2–3 | 0–0 | 0–1 |
| SD Huesca        | 1–3 | 0–1 | 0–3 | 0–0 | 3–3 | 2–0 | 0–2 | 1–1 | 1–1 | —   | 2–1 | 2–2 | 0–1 | 2–1 | 0–1 | 0–1 | 2–1 | 2–6 | 4–0 | 2–2 |
| CD Leganés       | 1–0 | 0–1 | 1–1 | 2–1 | 0–0 | 2–2 | 0–2 | 1–1 | 0–2 | 1–0 | —   | 1–0 | 1–0 | 3–0 | 1–1 | 2–2 | 1–1 | 1–1 | 1–0 | 0–1 |
| Llevant          | 2–1 | 3–0 | 2–2 | 0–5 | 1–2 | 2–2 | 2–2 | 0–0 | 2–2 | 2–2 | 2–0 | —   | 4–1 | 4–0 | 1–2 | 1–3 | 2–6 | 2–2 | 2–0 | 0–2 |
| Rayo Vallecano   | 1–5 | 1–1 | 0–1 | 2–3 | 4–2 | 1–0 | 2–2 | 1–2 | 0–2 | 0–0 | 1–2 | 2–1 | —   | 1–1 | 1–0 | 2–2 | 1–4 | 2–0 | 1–2 | 2–2 |
| Reial Betis      | 1–1 | 2–2 | 1–0 | 1–4 | 3–3 | 1–1 | 1–1 | 1–2 | 3–2 | 2–1 | 1–0 | 0–3 | 2–0 | —   | 1–2 | 1–0 | 1–0 | 1–2 | 0–1 | 2–1 |
| R. Madrid        | 3–0 | 3–0 | 0–0 | 0–1 | 2–0 | 2–1 | 1–0 | 2–0 | 1–2 | 3–2 | 4–1 | 1–2 | 1–0 | 0–2 | —   | 0–2 | 2–0 | 2–0 | 2–0 | 3–2 |
| Reial Societat   | 0–1 | 2–1 | 0–2 | 1–2 | 2–1 | 1–1 | 3–2 | 2–1 | 0–0 | 0–0 | 3–0 | 1–1 | 2–2 | 2–1 | 3–1 | —   | 0–0 | 0–1 | 1–2 | 0–1 |
| Sevilla FC       | 2–0 | 2–0 | 1–1 | 2–4 | 2–1 | 2–2 | 2–1 | 0–2 | 2–0 | 2–1 | 0–3 | 5–0 | 5–0 | 3–2 | 3–0 | 5–2 | —   | 0–1 | 1–0 | 0–0 |
| València CF      | 3–1 | 2–0 | 1–1 | 1–1 | 1–1 | 0–1 | 0–0 | 0–0 | 0–1 | 2–1 | 1–1 | 3–1 | 3–0 | 0–0 | 2–1 | 0–0 | 1–1 | —   | 1–1 | 3–0 |
| Reial Valladolid | 0–1 | 1–0 | 2–3 | 0–1 | 2–1 | 0–0 | 1–1 | 2–2 | 1–0 | 1–0 | 2–4 | 2–1 | 0–1 | 0–2 | 1–4 | 1–1 | 0–2 | 0–2 | —   | 0–0 |
| Vila-real CF     | 1–2 | 1–1 | 1–1 | 4–4 | 2–3 | 1–0 | 2–2 | 1–2 | 0–1 | 1–1 | 2–1 | 1–1 | 3–1 | 2–1 | 2–2 | 1–2 | 3–0 | 0–0 | 0–1 | —   |